# Rathaus Leubnitz-Neuostra

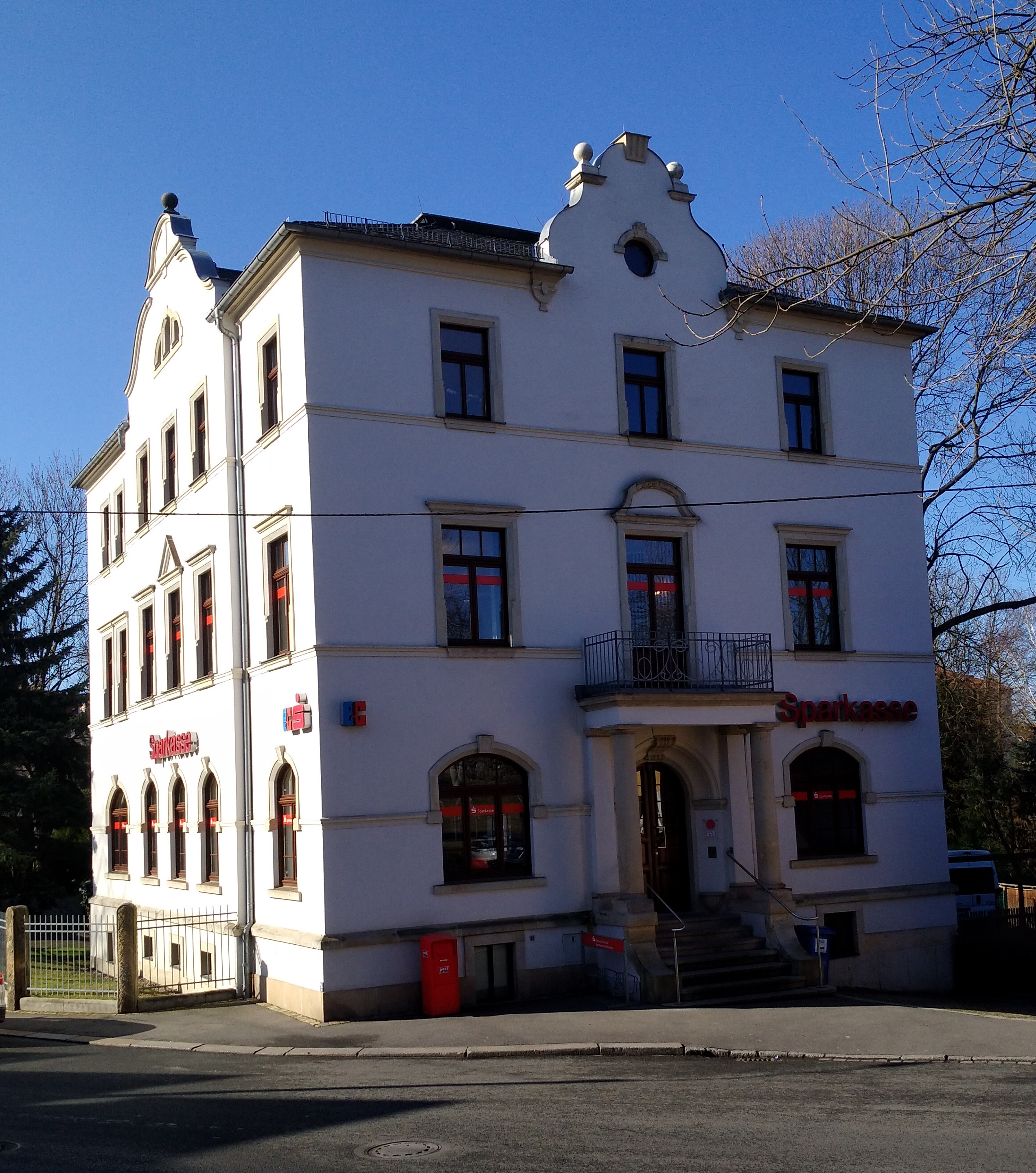
Ehemaliges Rathaus Leubnitz-Neuostra, Klosterteichplatz 4 (2018)

Das Rathaus Leubnitz-Neuostra bestand von 1903 bis 1921 als Gemeindeamt der selbständigen Gemeinde Leubnitz-Neuostra im Süden von Dresden. Das von dem Baumeister Wilhelm Pinkau 1903/1904 geplante und ausgeführte Gebäude am Klosterteichplatz 4 ist heute als solches nicht mehr erkennbar: Nach der Eingemeindung von Leubnitz-Neuostra nach Dresden 1921 ging es als Wohn- und Geschäftshaus in den Besitz der Stadtsparkasse Dresden über, deren Nachfolgerin, die „Ostsächsische Sparkasse Dresden“, es auch heute noch als Hauptnutzerin betreibt.

## Geschichte

### Allgemein
Leubnitz geht auf das 13. Jahrhundert zurück, stammt begrifflich vom altsorbischen „Lubanicz“ ab, und  gehörte seit dem Jahr 1288 als Klostergut zum Kloster Altzella bei Nossen. Das Gut wurde 1550 durch Kurfürst Moritz säkularisiert und der Stadt Dresden unterstellt. 
Neu-Ostra wurde als Dorf (eigentlich als Vorwerk von Leubnitz) für elf Bauernfamilien aus Ostra angelegt. Diese Bauernhöfe lagen westlich Dresdens und wurden aufgelöst, um das Ostragehege und ein Festungsvorwerk anlegen zu können.  Die Bauern mit ihrem Ortsrichter Georg Fehrmann errichteten mit kurfürstlicher Unterstützung neue Gehöfte an der heutigen Straße Neuostra. Nach Abschluss der Umsiedlung am 10. April 1569 wurde dieser Ort zum selbstständigen Dorf erklärt.
Neu-Ostra war verwaltungsseitig historisch ein Amtsdorf und unterstand dem Amt Dresden, aus dem später die Amtshauptmannschaft Dresden hervorging. Leubnitz hingegen war ein Dresdner Ratsdorf, was vom Dresdner Rat als eigenständiges  „Leubnitzer Amt“ verwaltet wurde.
Beide Dörfer führten 1839 auf der Grundlage der Sächsischen Landgemeindeordnung von 1838 erstmals Gemeindevorsteher und Gemeindeausschüsse, also jeweils eine eigene Gemeindeverwaltung ein. Diese war zunächst, wie damals üblich, vor allem in den Räumen des jeweiligen Gemeindevorstandes untergebracht. Die Vereinigung am 1. Juni 1898 zum Doppelort „Leubnitz-Neuostra“ war schließlich der Anlass für den Bau eines eigenständigen Gemeindeamtes, dessen Bau der Gemeinderat 1900 beschloss.

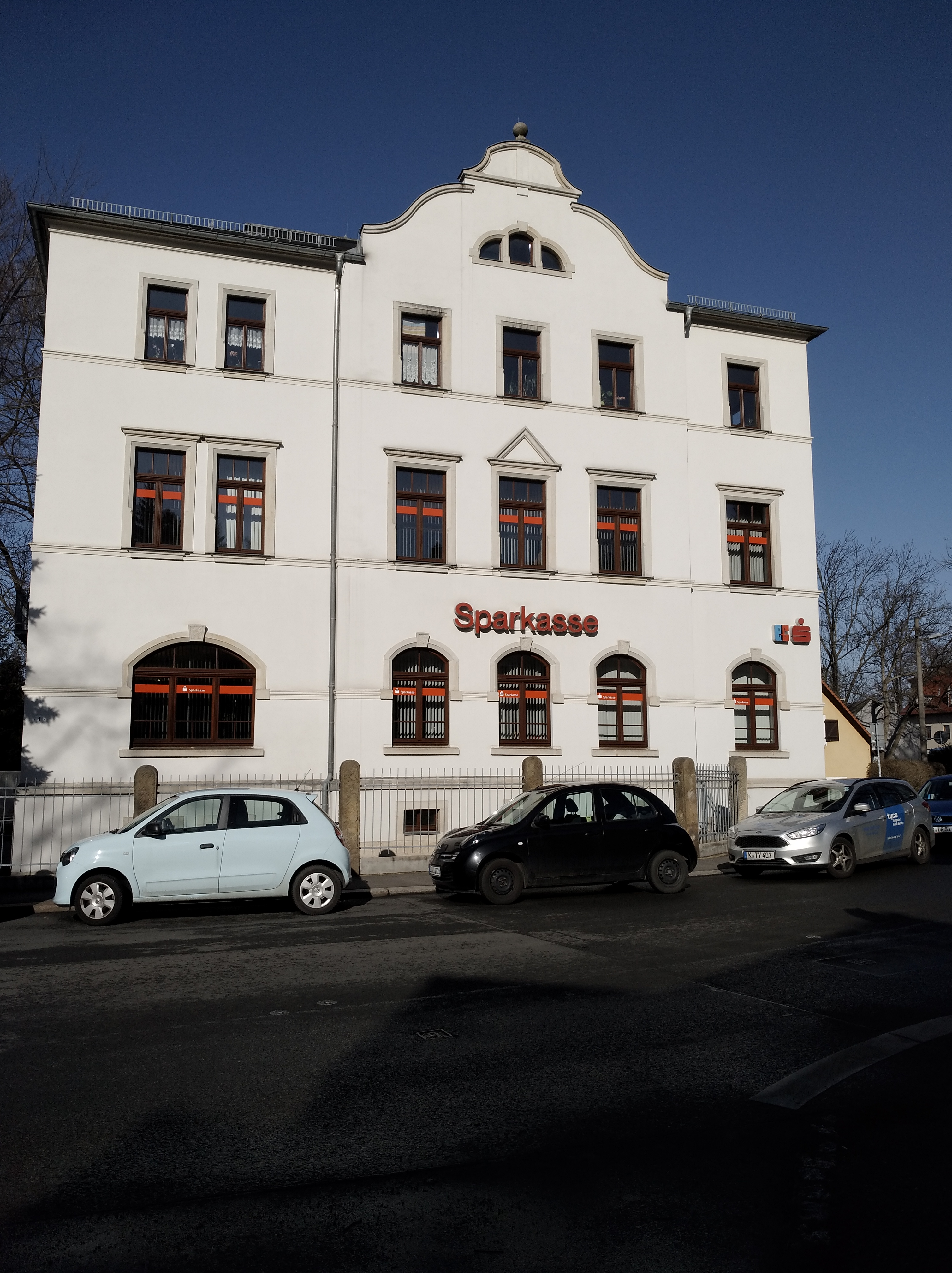
Südseite des ehemaligen Rathauses (2018)

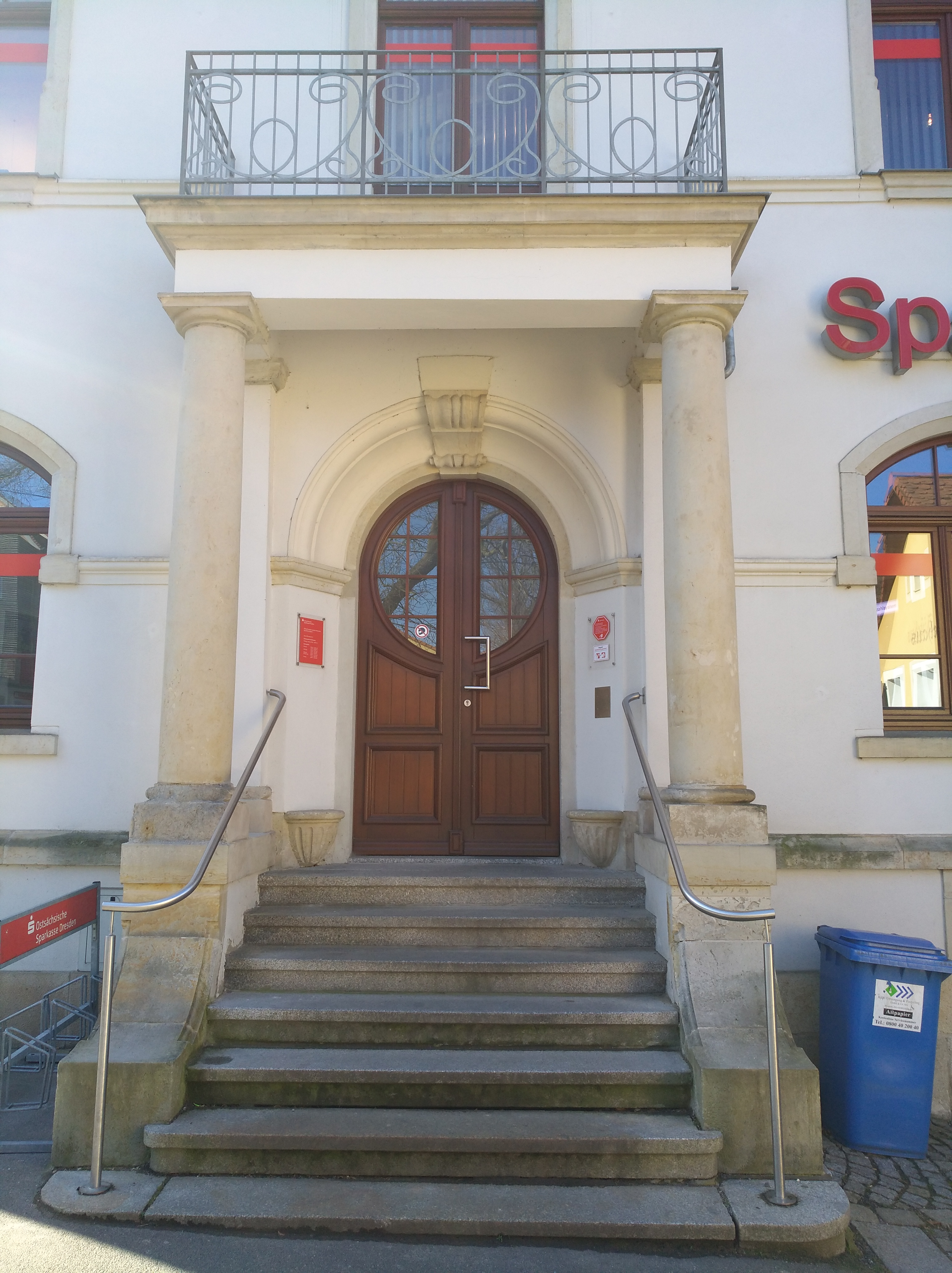
Eingangsportal des ehemaligen Rathauses (2018)

### Bau und Nutzung
Vom Gemeinderat ausgewählt wurde aus mehreren Varianten schließlich das gemeindeeigene Grundstück am Teichplatz (heute: Klosterteichplatz) für den Bau des Rathauses, wo sich der nunmehr trockengelegte Klosterteich befunden hatte. 1903 wurden fünf Angebote eingeholt, wobei das von Baumeister Wilhelm Pinkau aus Leubnitz-Neuostra ausgewählt wurde. Es wies aus Sicht des Gemeinderates die beste Raumaufteilung und Architektur auf. 
Die Vergabe an ihn erfolgte in der Ratssitzung am 22. September 1903 mit der Auflage, den Rohbau binnen acht Wochen fertigzustellen, was Pinkau auch gelang: Nach der Grundsteinlegung am 30. September konnte bereits am 7. November 1903 Richtfest gefeiert werden. Am 26. Juni 1904 wurde das neue Gemeindeamt eingeweiht.
Genutzt wurde das Haus bis zur Eingemeindung am 1. April 1921 als „Gemeindeamt“ im Erdgeschoss mit Steuereinnahme, Gemeindekasse, Meldeamt, Wasserwerks- und Sparkasse, Kranken- und Invalidenversicherung, Gemeindevorstands- und Beratungszimmer sowie das Archiv. Im ersten Obergeschoss befand sich der große und reich ausgestaltete Sitzungssaal sowie Wohnungen. Auch das zweite Obergeschoss enthielt Dienstwohnungen. 
Nach der Eingemeindung 1921 ging das Gebäude an die Stadtsparkasse Dresden in deren Besitz über: Das Gebäude selbst blieb in der DDR-Zeit dadurch leidlich erhalten. Auch von den Luftangriffen auf Dresden 1945 war Leubnitz-Neuostra nicht betroffen, es gab dadurch auch keine Schäden.
Durch permanente Veränderungen, vor allem nach 1945, war es bei der Sanierung in den 1990er Jahren (bis 1998) nicht möglich, sich dem alten Zustand wieder ausreichend anzunähern, das Gebäude steht demzufolge nicht unter Denkmalschutz. Gleichwohl sind einige Elemente des alten Gemeindeamtes, das in der Kubatur auch nach der Sanierung dem originalen Gebäude entspricht, erhalten geblieben: Der Sandsteinsockel, die Größe der Fensteröffnungen mit ihren Sandsteingewänden, die beiden Giebel über dem Eingang und an der Südseite mit ihren bewegten Formen, das Eingangsportal mit seinen Säulen und der darüberliegende Balkon in vereinfachter Form, die beiden Kranzgesimse oberhalb des Erdgeschosses und des ersten Obergeschosses sowie einige Sandsteinzierelemente über den Fenstern.